# Valentin Ickelsamer
Valentin Ickelsamer (auch: Ikelschamer, Ikelsheimer, Eckelsheimer, Ikkersamer, Becklersheimer, Zangsthamer; * um 1500 bei Rothenburg ob der Tauber; † 1547 in Augsburg) war ein deutscher Grammatiker.

## Leben
1518 vermerken die Matrikeln der Universität Erfurt Ickelsamer. Dort machte er erste Bekanntschaft mit dem Humanismus und erwarb 1520 den akademischen Grad eines „Baccalaureus“. Im Anschluss wechselte er auf die Universität Wittenberg, angezogen von Martin Luther. Das Vorgehen Luthers gegen Andreas Bodenstein, der sich unter dem Pseudonym Karlstadt einen Namen machte, stieß ihn jedoch so ab, dass er Wittenberg wieder verließ und in seine Heimatstadt zurückkehrte. Dort errichtete er eine Schule, die auch stark besucht wurde.
Während des Deutschen Bauernkrieges trat er als Vermittler auf und wurde am 24. März 1525 in den Bürgerausschuss von Rothenburg o.d.T. gewählt. Zu jener Zeit gewährte er dem in der Stadt weilenden Bodenstein mit seiner Schrift „Clag etlicher Brüder…“ Unterstützung. Darin klagt er vor allem Luther an, der sich Bodenstein gegenüber unchristlich verhalten habe. Als Vertreter der Rechte der Bauern musste er nach der Niederlage des Bauernkrieges aus Rothenburg flüchten. Er scheint in Erfurt ein neues Domizil gefunden zu haben. Ob dies eine Elementarschule in der Pilse war, ist nicht gesichert. In Erfurt veröffentlichte Valentin Ickelsamer seine kleine Leselehre „Die rechte weis auffs kürzist lesen zu lernen…“. Weitere Auseinandersetzungen mit Martin Luther über Bodenstein nötigten Ickelsamer, 1530 Erfurt wieder zu verlassen. Über Arnstadt gelangte er nach Augsburg, wo er sich völlig aus dem öffentlichen Leben zurückzog.

## Wirken
Dennoch veröffentlichte er 1534 sein Hauptwerk „Teutsche Grammatica…“, das u. a. 1537 neu aufgelegt wurde und 1882 als Neudruck der zweiten Auflage in Fechners „Vier seltene(n) Schriften des 16. Jahrhunderts“ mit dem Titel „Ein Teütsche Grammatica“ erschien. Mit der „Grammatica“ wollte Ickelsamer vor allem eine Grammatik der deutschen Sprache schaffen. Nun wurde erstmals die Muttersprache höher bewertet und den drei heiligen Sprachen Hebräisch, Griechisch und Latein gleichgestellt. Vor allem aber sollten nun auch einfache und sogar noch erwachsene Menschen selbstständig lesen lernen, denn dies war in der Zeit der Reformation und des wirtschaftlichen Wandels im Deutschland der Frühen Neuzeit besonders wichtig. Ickelsamer sah im bewussten Umgang mit der Muttersprache sein Ziel. Er etablierte die Etymologie, die Orthographie und die Satzlehre Syntax als unerlässliche Teile für den Umgang mit dem deutschen Sprachgut. Damit knüpfte er auf seine Weise auch an die Traditionen der lateinischen Elementargrammatiken des Aelius Donatus an. 100 Jahre später zitierte Justus Georg Schottel in seiner „Ausführlichen Arbeit von der teutschen Haubtsprache“ Ickelsamer erneut und 1762 bezeichnete ihn Johann Christoph Gottsched in der „Vollstaendigen und Neuerläuterten Deutschen Sprachkunst“ als einen seiner geistigen Vorgänger. Noch viele Jahre später und stärker dann auch im 19. Jahrhundert wurden diese Gedanken wieder aufgegriffen und von Konrad Duden sowie von den Brüdern Grimm verarbeitet.

## Teutsche Grammatica
Valentin Ickelsamer hat 1534 die erste deutsche Grammatik „Teutsche Grammatica“ in deutscher Sprache geschrieben. In einem gewissen Sinne besitzt auch die „Teutsche Grammatica“ revolutionäre Züge. Sie zeigen sich in den Anleitungen zum Lesenlernen, die den größten Teil des Textes ausmachen.
Bei Ickelsamer führen zwei Wege zusammen: die gebrauchsorientierte Aufwertung und Kodifizierung der Muttersprache und die Forderung nach einer theoretischen Grundlegung der grammatischen Kategorien, wie sie eher der analytischen Linie der Grammatikographie eigen ist, etwa den Modisten. Grammatik ist damit weder ausschließlich eine Angelegenheit der an Fragen der Anwendung uninteressierten Theoretiker noch eine Sache der Praktiker, die ausschließlich an der Bewältigung sprachlicher Alltagsprobleme interessiert sind.
Ickelsamers Äußerungen zur Grammatik des Deutschen und zur Etymologie lassen sich so charakterisieren:
- Das Partizip dient vor allem stilistischen Zwecken;
- Syntax begegnet lediglich im Zusammenhang der Segmentierung komplexer Sätze und der Kennzeichnung der Segmente durch Interpunktionszeichen;
- Die Etymologie erlaubt am leichtesten den Anschluss der Sprachflexion an metaphysische Konzepte.

Der Leseunterricht war bis Ickelsamer von der Absicht geprägt, den Kindern vor allem das richtige Schreiben beizubringen. Dabei herrschte die Buchstabiermethode vor: Der Lehrer gab ein Wort vor, buchstabierte es, und die Schüler wiederholten. „Mann“ wird dabei in [εm] - [a] - [εn] – [εn] segmentiert. Das sollte sicherstellen, dass die Schüler sogleich die korrekte Schreibung lernen, z. B. wissen, dass „Mann“ mit Doppelkonsonant geschrieben wird. Was die Schüler dabei lernen, sind allerdings nicht die Laute, sondern die Bezeichnungen der Buchstaben.
In der „Teütschen Grammatica“ stellte Ickelsamer die deutsche Sprache gleichwertig neben das Latein, (Alt)griechisch und (Alt)hebräisch als die damals klassischen und allgemein anerkannten Sprachen und dokumentierte damit, welche Bedeutung er der eigenen Sprache, seiner Muttersprache, beimaß.

## Werkauswahl und Werkausgaben
- „Die rechte Weis, auffs kürtzist lesen zu lernen“, vermutlich Erfurt 1527;[1] 2., vermehrte Auflage. Marburg 1534. In: Johannes Müller: Quellenschriften und Geschichte des deutschsprachlichen Unterrichts bis zur Mitte des 16. Jahrhunderts. Thienemann’s Hofbuchhandlung, Gotha 1882, S. 52–64. Reprint Olms, Hildesheim/New York 1969. Auch in: Heinrich Fechner (Hrsg.):  Vier seltene Schriften des sechzehnten Jahrhunderts mit einer bisher ungedruckten Abhandlung über Valentinus Ickelsamer von Friedrich Ludwig Karl Weigand. Wiegand und Grieben, Berlin 1882. Reprint Olms, Hildesheim/New York 1972.
- „Teutsche Grammatica“, verschiedene Ausgaben, ohne Ort, ohne Jahr; datiert: Ausgabe Nürnberg 1537[2] (zur phonetischen Lautanalyse).
 In: Johannes Müller: Quellenschriften und Geschichte des deutschsprachlichen Unterrichts bis zur Mitte des 16. Jahrhunderts. Thienemann’s Hofbuchhandlung, Gotha 1882, S. 120–159. Reprint Olms, Hildesheim/New York 1969. (Der Neudruck gibt eine der beiden undatierten Ausgaben wieder.)
- Karl Pohl (Hrsg.) Die rechte weis aufs kürtzist zu lernen. Ain Teütsche Grammatica. 1971.

## Rezeption
- Das Hörspiel Ickelsamers Alphabet[3] wurde zum Hörspiel des Jahres 2014 gewählt.[4] Komposition: Stefan Scheib. Mit: Christian Higer, Elodie Brochier, Katharina Bihler. Produktion: Liquid Penguin Ensemble für SR / Deutschlandradio Kultur 2014.